# Scantraxx
Scantraxx è il marchio di una casa discografica dei Paesi Bassi fondata da Dov Elkabas. Scantraxx è specializzata in musica Hardstyle ed è coinvolta nell'organizzazione di eventi come Qlimax, e Defqon.1 in collaborazione con Q-Dance. Tra i più famosi artisti della casa discografica troviamo il fondatore, The Prophet, D-Block & S-te-Fan e KELTEK. Scantraxx ha molti altri sotto marchi, alcuni dei quali sono artisti singoli.

## Lista dei sotto marchi
- Alpha Twins Records
- Anarchy
- M!D!FY
- Paint it Black
- Scantraxx Evolutionz
- Scantraxx Black
- Scantraxx Silver
- Scantraxx Specials
- Scantraxx Global
- Scantraxx Special

## Artisti di Scantraxx degni di nota
- The Prophet
- KELTEK
- Adrenalize
- D-Block & S-te-Fan
- Deetox
- Demi Kanon
- DJ Isaac
- Tatanka
- Kronos
- Retrospect
- Shockerz
- Aversion
- Alpha2
- RVAGE
- Enemy Contact
- Stormerz

## Artisti che ne hanno fatto parte
- Headhunterz
- Wildstylez
- Ran-D
- Wasted Penguinz
- E-Force